# Volkswagen Kübelwagen
El Volkswagen Kübelwagen, denominación oficial Volkswagen Typ 82,  fue un automóvil todoterreno ligero alemán, versión militar del Volkswagen Escarabajo. Fue diseñado por Ferdinand Porsche, y en la Segunda Guerra Mundial se fabricaron más de 50.000 unidades. Al contrario que el Jeep, no disponía de tracción a las cuatro ruedas, aunque se construyeron algunas unidades que sí estaban equipadas con dicha tracción, que era el Typ 87. Debido a la escasez de gasolina, en algunos vehículos se montaba un quemador-generador (gasógeno) que ocupaba la parte delantera sobresaliendo del capó y que utilizaba, como combustible, el gas obtenido tras calentar madera, carbón o coque.
Se utilizó para transportar tropas, y fue seguido de una versión anfibia, llamada Schwimmwagen, el typ 166, en el cual se podía instalar una ametralladora MG 42 en la parte delantera, que era disparada desde el asiento del acompañante. El Typ 166 disponía de tracción a las cuatro ruedas (en primera marcha, solamente) para poder salir del agua en los márgenes inclinados de lagunas y ríos.

## VW Tipo 82

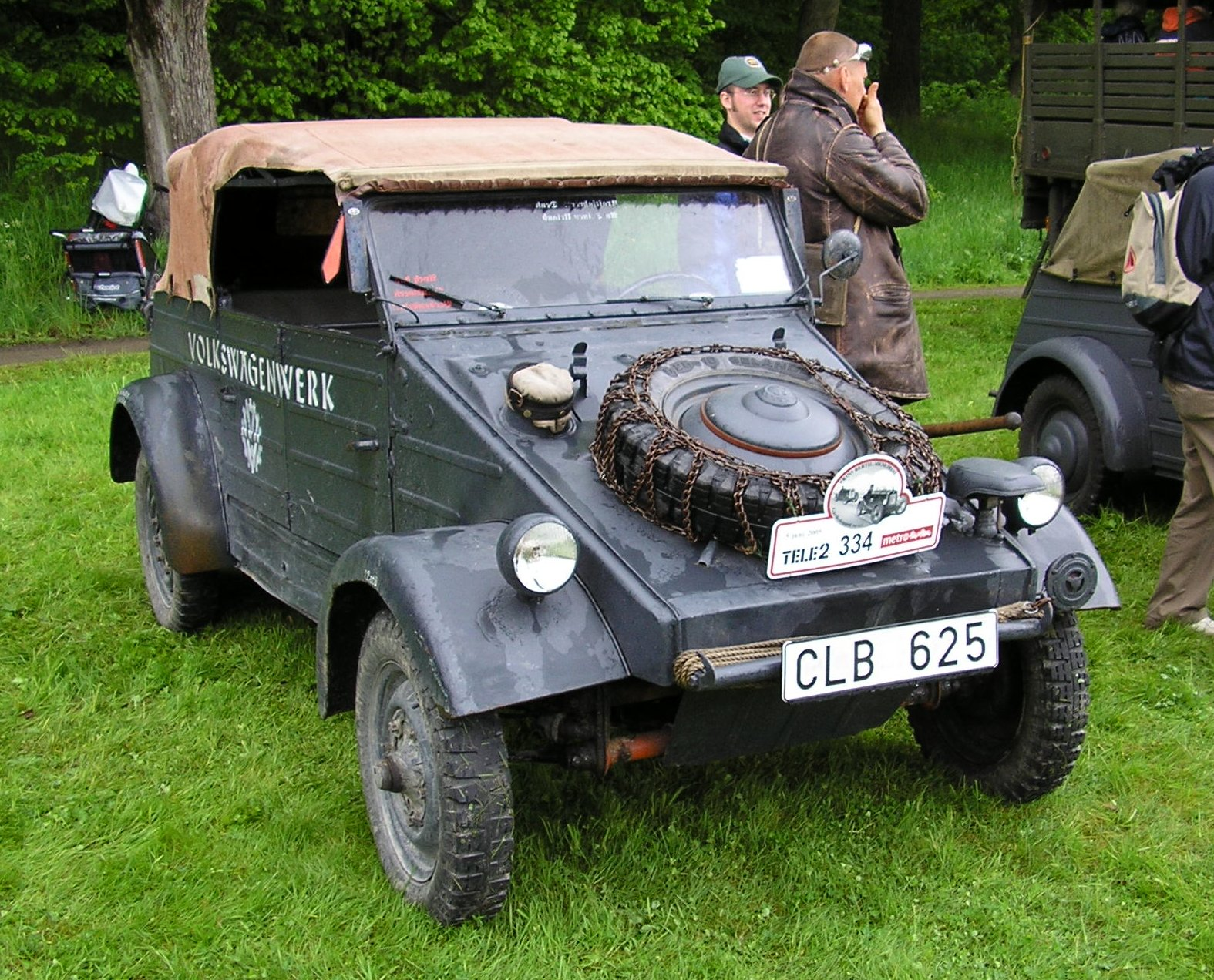
VW Kübelwagen (LIM 111).

El Kübelwagen en su configuración definitiva (Typ 82) fue equipado con una carrocería ligera montada sobre un chasis consistente en un tubo rígido central con anclajes para los ejes a cada extremo, todo ello en chapa estampada. Este diseño de bajo coste de fabricación le proporcionaba rigidez, ligereza y facilidad de construcción. Las cuatro ruedas tenían suspensión independiente por barras de torsión. Tenía un motor refrigerado por aire de 985cc de capacidad que le daba una potencia de 23,5 caballos. Este motor, además de fiable y fácil de reparar, hizo que el Kübelwagen fuera particularmente efectivo tanto en las condiciones de frío extremo del Frente  Este, como en el norte de África, donde el agua era escasa para los radiadores. No en vano, uno de los argumentos utilizados a su favor era que "el aire ni hierve ni se congela".
Sus cualidades facilitaron el avance rápido de las tropas alemanas en todos los frentes durante la Segunda Guerra Mundial, y especialmente al Afrika Korps del General Erwin Rommel, quien ya había intuido las inmensas posibilidades de este pequeño vehículo desde los primeros compases de la guerra en Polonia y Francia.

## Historia

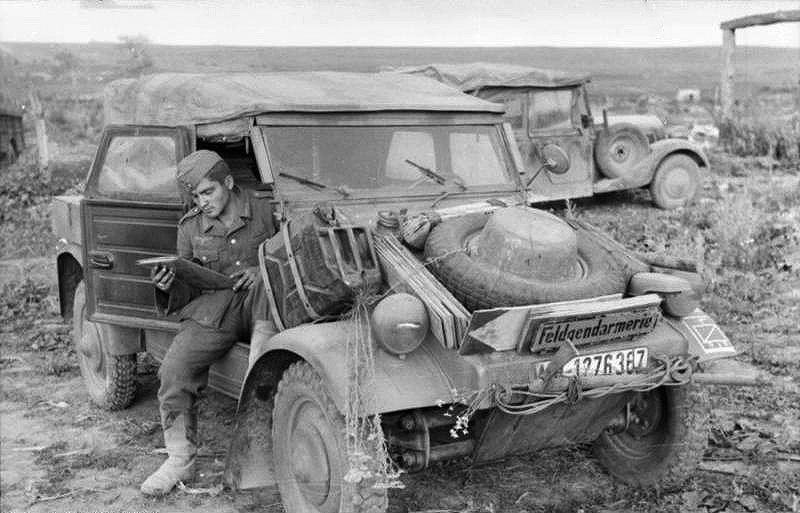
Kübelwagen en el Frente Este en 1943.

Aunque Adolf Hitler discutió con Ferdinand Porsche la posibilidad de la aplicación militar del Volkswagen ya en abril de 1934, no fue hasta enero de 1938 cuando los altos cargos del Tercer Reich encargaron formalmente a Porsche el diseño de un vehículo de transporte militar ligero, de bajo costo y que pudiera ser operado de forma fiable tanto dentro como fuera de la carretera, incluso en las condiciones más extremas. Esto implicaba que el KdF podría servir de base para un vehículo de este tipo.
Porsche comenzó a trabajar en el proyecto de inmediato para tener un prototipo del vehículo listo en un mes, pero se dio cuenta durante el desarrollo de que no iba a ser suficiente reforzar el chasis del KdF para absorber las tensiones propias del uso militar. Con el fin de garantizar un rendimiento todo terreno adecuado de un vehículo con tan solo dos ruedas motrices y con un motor de 1000 cc, llegó a la conclusión de que tendría que ser muy ligero y enfocado a poder ser 
fiable.  De hecho, el ejército había estipulado un peso máximo de 950 kg, incluyendo a cuatro soldados, portando su equipamiento militar completo (mochilas, armas, ametralladoras portátiles, municiones, etcétera), lo que significaba que el vehículo en sí no debía de pesar más de 550 kg. Porsche, por lo tanto, subcontrató a Trutz, un carrocero con experiencia militar, para ayudarle con el diseño de la carrocería.
Tipo 62
Las pruebas de los prototipos designados como Tipo 62 comenzaron en noviembre de 1938. A pesar de carecer de cuatro ruedas motrices (uno de los pilares del Jeep estadounidense), el vehículo resultó ser muy competente en maniobrar en terrenos difíciles (incluso en comparación directa con vehículos militares modernos 4×4). El proyecto recibió luz verde para completar su desarrollo. El peso ligero del vehículo y el diferencial ZF autoblocante compensaban la falta de capacidades 4x4.
Un mayor desarrollo del Typ 62 se llevó a cabo durante 1939, incluyendo un diseño de carrocería más angulosa. Los modelos de preproducción fueron probados en campo en la invasión de Polonia, que se inició en septiembre de ese año. A pesar de la satisfacción general con el rendimiento del vehículo, los comandantes militares exigieron que se hicieran algunos cambios importantes: por ejemplo, la velocidad más baja del vehículo tuvo que ser reducida de 8 km/h a 4 km/h, para poder ajustarse al ritmo de marcha de los soldados. En segundo lugar, se necesitaba una cierta mejora de su capacidad todo terreno. Porsche respondió a ambas peticiones montando unos nuevos ejes reductores porticados, dotando definitivamente al coche de más par motor y de más altura libre sobre el suelo. Amortiguadores revisados, ruedas de 16 pulgadas y un diferencial de deslizamiento limitado (autoblocante), así como un sinnúmero de pequeñas modificaciones, completaron las nuevas especificaciones. Con el fin de reflejar los cambios, el vehículo pasó a llamarse Typ 82.
Typ 82
La producción a gran escala del Kübelwagen Typ 82 comenzó en febrero de 1940, tan pronto como las fábricas de VW habían entrado en funcionamiento. No hubo cambios importantes antes de que la producción terminase en 1945; solamente se realizaron pequeñas modificaciones, sobre todo para eliminar partes innecesarias y para reforzar algunos puntos débiles. Se prepararon versiones del prototipo con cuatro ruedas motrices (Typ 87) y diferentes motores, pero ninguno ofreció un aumento significativo en el rendimiento o en las cualidades del Typ 82 existente. A partir de marzo de 1943, el coche recibió una actualización, instalando un motor algo mayor (de 1.131 cc) concebido para el Schwimmwagen, que mejoró el par motor y la potencia de la unidad original de 985 cc. Cuando la producción de Volkswagen cesó al final de la guerra, se habían producido 50.435 Volkswagen Typ 82 Kübelwagen, y el vehículo había demostrado ser sorprendentemente útil, fiable y duradero.
Desarrollos posteriores

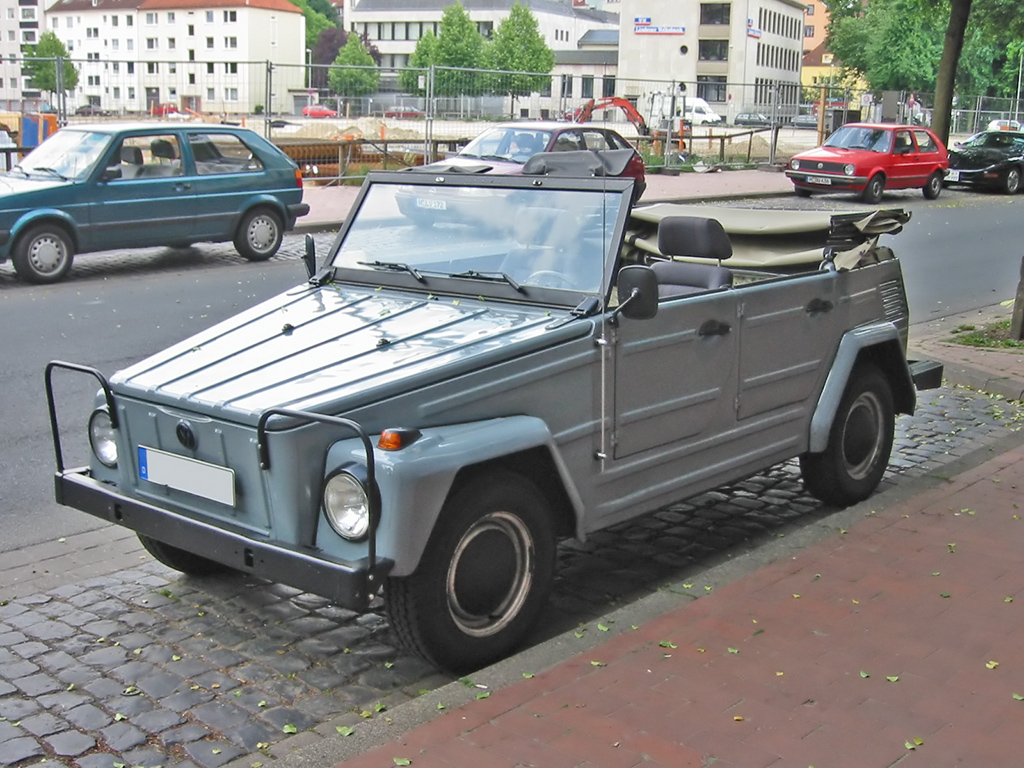
Volkswagen Safari

Mucho después del fin de la guerra, VW resucitó el diseño básico del Kübelwagen. En 1969, lanzó el Tipo 181, desarrollado para las Fuerzas Armadas Federales de Alemania y más tarde también producido para el mercado civil, siendo conocido como «Thing» en los EE. UU., «Trekker» en el Reino Unido y «Safari» en México. Aunque es similar en apariencia y diseño, casi ninguno de sus componentes es intercambiable con el Typ 82.

## Características técnicas

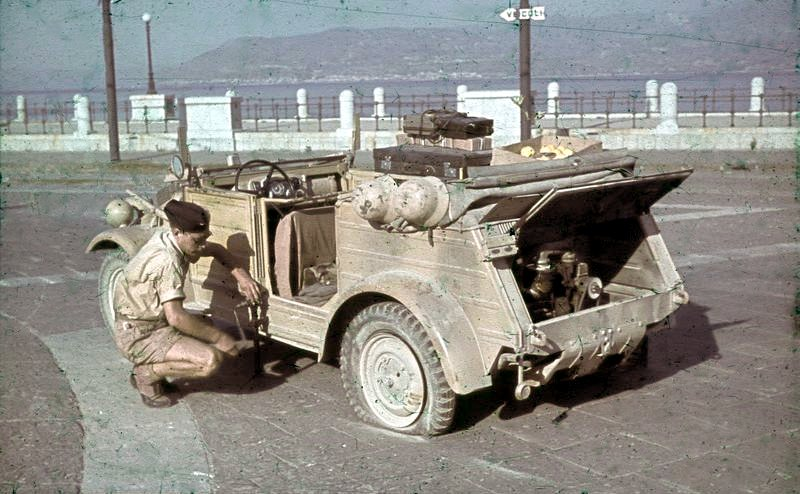
VW Typ 82 con el motor visible en Sicilia (1943)

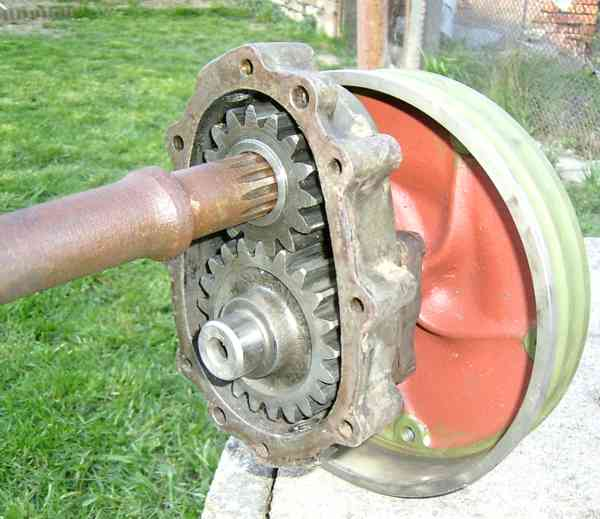
Caja reductora del "eje pórtico" en un Kdf 82

Cuando se entregaron los primeros vehículos al ejército alemán, se pusieron inmediatamente a prueba tanto dentro como fuera de carreteras con nieve y hielo para evaluar su capacidad de circular en los inviernos europeos. Varios vehículos de cuatro ruedas motrices fueron utilizados como puntos de referencia. Pese a tener solo dos ruedas motrices, el Kübelwagen sorprendió incluso a los que habían tomado parte en su desarrollo, ya que superó a los otros vehículos en casi todas las pruebas. Lo más notable, gracias a su suave perfil plano bajo la carrocería, era que el Kübel se impulsaba como un trineo motorizado, cuando sus ruedas se hundían en la arena, la nieve o el barro, lo que le permitía seguir a los vehículos oruga con notable tenacidad.
En noviembre de 1943, el ejército de los Estados Unidos llevó a cabo una serie de pruebas con varios Typ 82 que habían capturado en el norte de África. En el Manual TM-E del Ejército Estadounidense sobre las Fuerzas Militares Alemanas (15 de marzo de 1945, p. 416), se afirmaba que "El Volkswagen, equivalente alemán del 'Jeep', es inferior a este en todos los sentidos, excepto en la comodidad de sus asientos".
Al mismo tiempo, otro Kübelwagen, también capturado en el norte de África, se "diseccionó" en Gran Bretaña por los ingenieros de la empresa automovilística Humber, cuyo informe fue igualmente desfavorable y desdeñoso.
Entre las características de diseño que contribuyeron al rendimiento del Kübelwagen, estaban:
- Su peso ligero; a pesar de ser unos 41 cm más largo que el Willys MB, era unos 300 kg más liviano.
- El Kübelwagen podía alcanzar una velocidad máxima de 80 km/h.
- Chasis separado de la carrocería. El cuerpo de la carrocería no soportaba la carga estructural del vehículo, por lo que podía modificarse fácilmente para propósitos especiales. El fondo plano bajo la carrocería permitía que el coche, en caso de necesidad, se deslizase sobre la superficie que atravesaba.
- Motor trasero procedente del Volkswagen escarabajo. El motor refrigerado por aire resultó altamente eficaz tanto en climas fríos como tórridos, y menos vulnerable a las balas y/o metralla, debido a la ausencia de un radiador. Para arrancar en condiciones de frío extremo, se utilizaba un combustible especialmente volátil (éter), contenido en un pequeño tanque de combustible auxiliar.
- Suspensión independiente; el motor trasero implicaba el uso de suspensión independiente trasera (por ejes oscilantes), pues el conjunto motor-cambio va fijado al chasis y es masa suspendida. La suspensión delantera, también independiente, estaba adaptada al uso fuera de carretera.
- Distancia al suelo considerable, aproximadamente 28 cm. Para aumentar la altura libre, los ejes oscilantes estaban acoplados a ejes pórtico, que proporcionaban mayor par y aumentaban la altura libre sobre el suelo. La suspensión delantera independiente estaba igualmente sobreelevada.
- Diferencial autoblocante que limitaba el deslizamiento y mejoraba la tracción.

## Imágenes

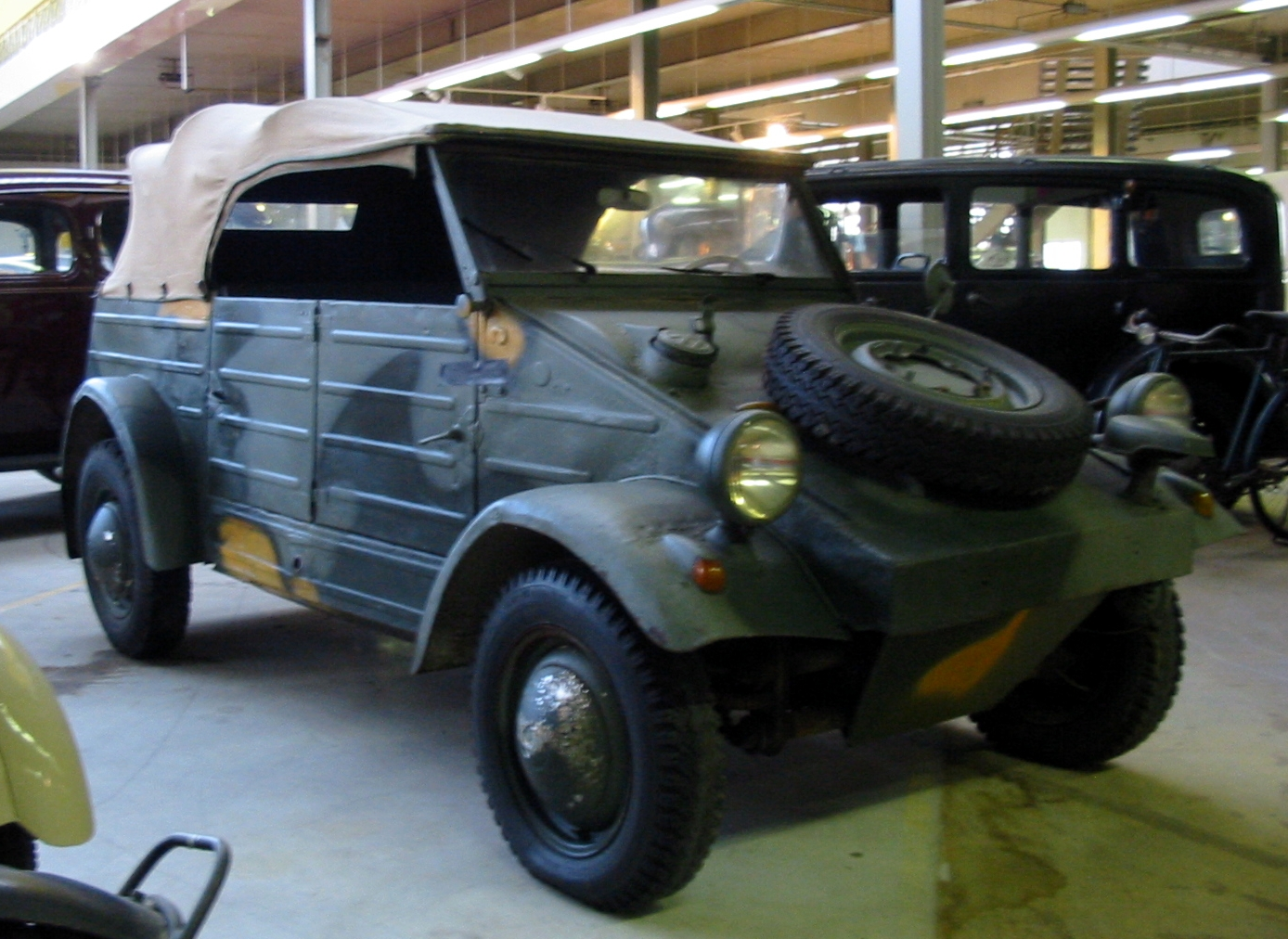
1943 Kübelwagen 25 hp 1131cc.
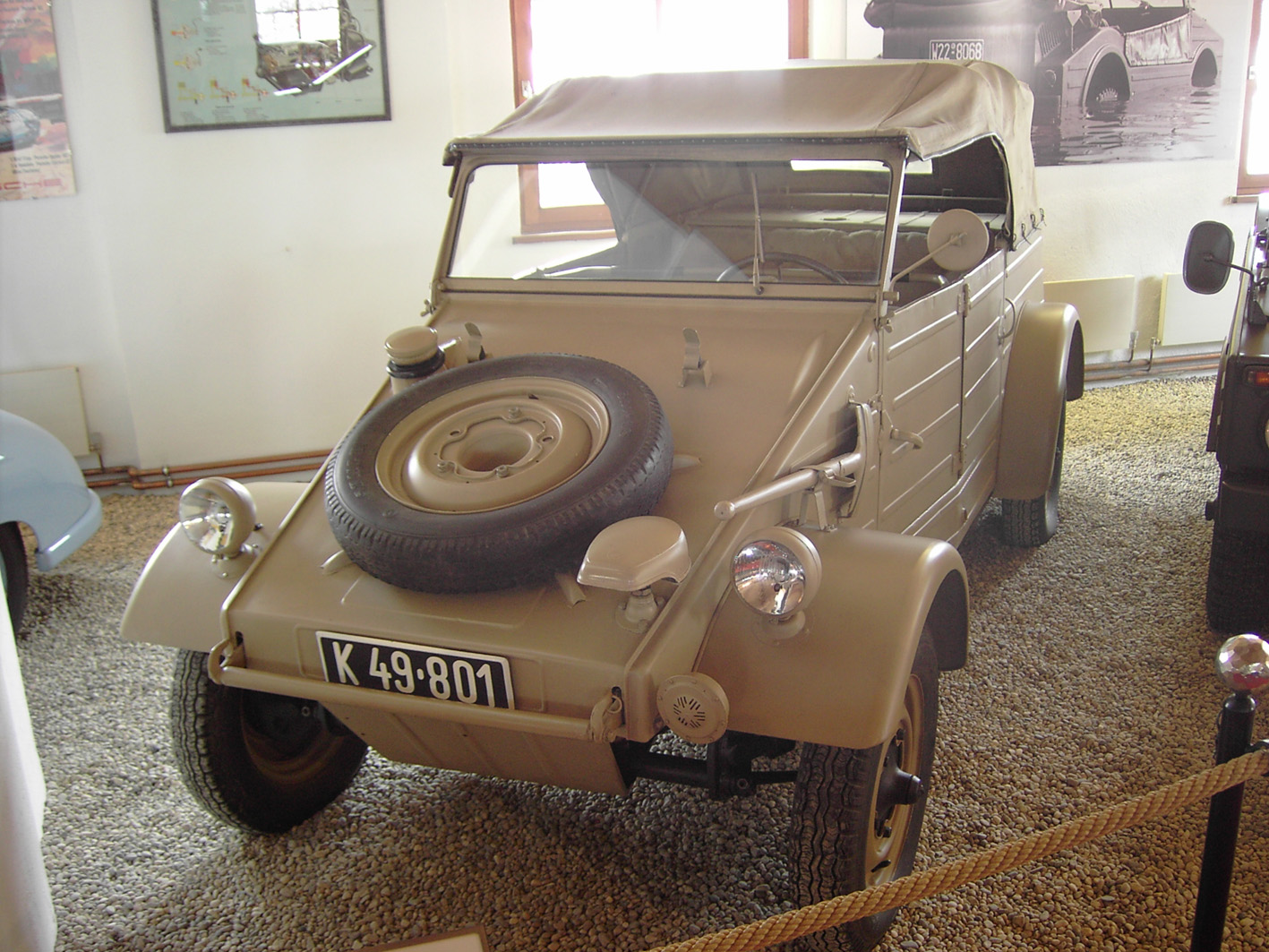
VW Tipo 82 en Gmünd.
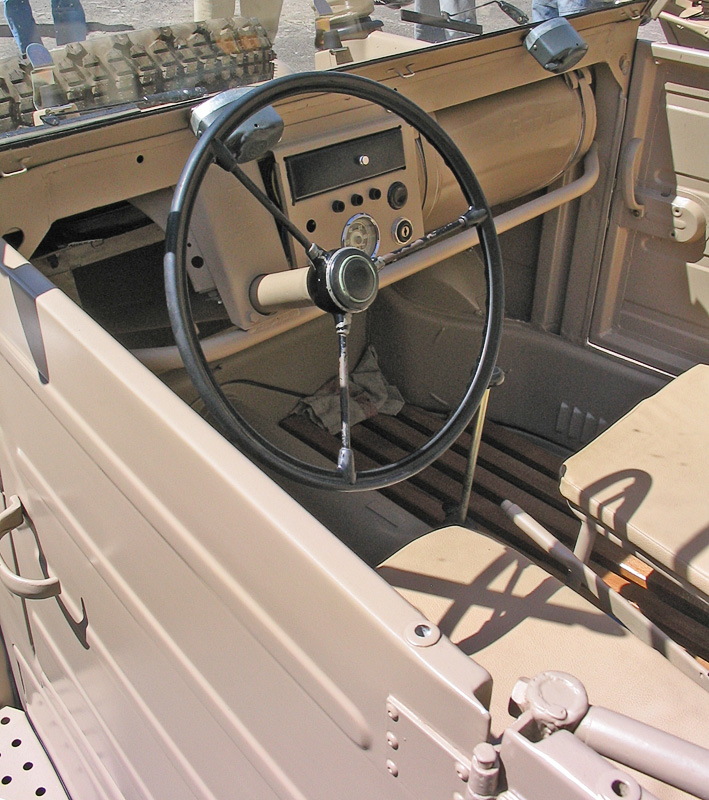
Interior del vehículo.
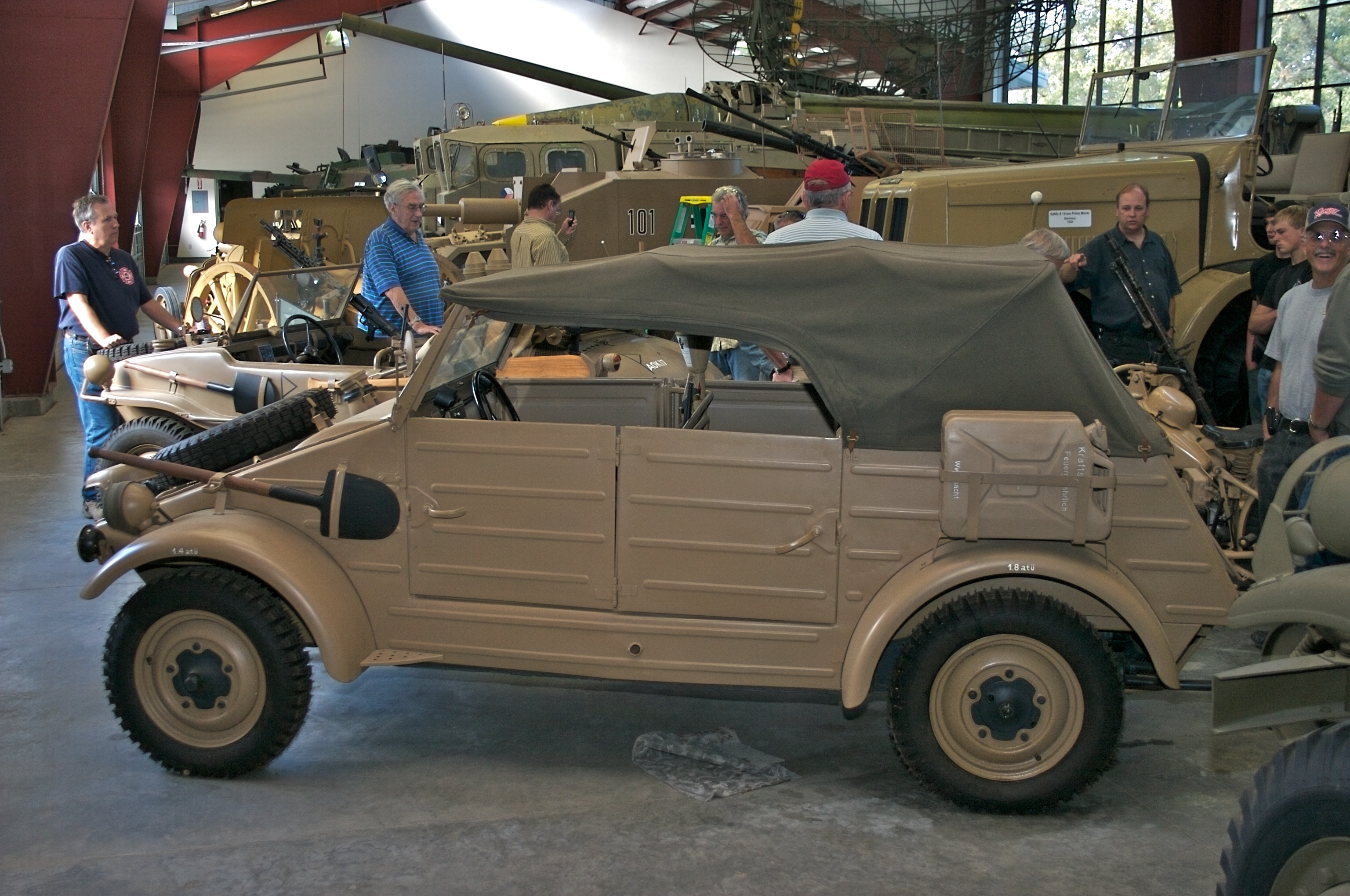
Vista lateral.